# Herbert Kappler
Herbert Kappler (Stuttgart, 1907. szeptember 23. – Soltau, 1978. február 9.) német rendőrtiszt, aki a második világháború idején a Rómában székelő német biztonsági szervezetek (SiPo és SD) vezetője volt, majd 1944–1945 között a város rendőrfőkapitányának tisztségét is betöltötte. Olaszországi szolgálata alatt vezető szerepet töltött be az olaszországi zsidóság deportálásában, illetve a 335 halálos áldozatot követelő ardeatinei mészárlásban. A háború után amerikai hadifogságba esett, majd egy olasz katonai bíróság életfogytiglani börtönbüntetésre ítélte. 1977-ben felesége segítségével megszökött a börtönből, de fél év múlva rákban elhunyt.

## Élete
Kappler Stuttgartban született egy középosztálybeli családban. Iskoláit szülővárosában végezte, 1925-ben érettségizett. Ezt követően elektromérnöki tanulmányokat kezdett, melyet 1929-ben végzett el, majd szakmájában elhelyezkedve folytatta életét szülővárosában.
1931. augusztus 1-jén belépett az – egyre népszerűbb – náci pártba, majd jelentkezett az SA-ba, melynek kötelékében 1932 decemberéig szolgált, „közkatonaként”. 1933. május 8-án felvették az SS-be. Kappler egy év múlva megnősült, feleségül véve a vele egyidős Leonor Jannst. 1935-ben, a német újrafegyverkezési program részeként besorozták a Wehrmachtba, ahol katonai kiképzésben részesült.
1936-ban a Sicherheitspolizei alkalmazottja lett, egyúttal előléptették SS-Scharführerré, majd egy év múlva SS-Oberscharführerré. 1937-ben vezetői tanfolyamra küldték Berlinbe, melynek elvégzése után a biztonsági rendőrség Kriminalkomissarjává nevezték ki.
A második világháború kitörése után, 1939 szeptemberében Lengyelországba vezényelték, ahol az Einsatzgruppék tevékenységének koordinálásában vett részt, majd 1940 nyarán a megszállt Belgiumba küldték, ahol az ellenállók elleni fellépést koordinálta. 1941-ben Reinhard Heydrich Olaszországba küldte, ahol a fasiszta olasz rendőrség tanácsadójaként tevékenykedett (kinevezése nagyrészt annak volt köszönhető, hogy folyékonyan beszélte az olasz nyelvet).
1943. szeptember 8-án – Benito Mussolini letartóztatását és a kiugrási kísérletet követően – a német hadsereg megszállta Rómát, majd Kapplert a helyi német biztonsági rendőrség és biztonsági szolgálatok parancsnokává nevezték ki. Később Róma rendőrfőparancsnokának tisztségét is megkapta.
Kinevezése után ő szervezte meg a Róma környéki, 1023 főt kitevő zsidóság deportálását, majd később 993 római zsidót is Auschwitz-Birkenauba deportáltatott. Emellett – a biztonsági szolgálatok főnökeként – koordinálta az olasz partizánmozgalom elleni harcot is. Ennek során, egy 28 halálos áldozatot követelő partizántámadásra válaszul, Kappler elrendelte 335 olasz civil kivégzését (ardeatinei mészárlás).
Miután Róma a szövetségesek kezére került, Kappler megkísérelt a Vatikánba menekülni, de nem járt sikerrel és brit fogságba esett. 1947-ben kiadták az olasz hatóságoknak, majd egy katonai bíróság életfogytiglani börtönbüntetésre ítélte háborús bűnösség vádjával.
Kappler büntetését a gaetai katonai börtönben töltötte. 1975-ben rosszindulatú daganatot diagnosztizáltak nála és a rabkórházba utalták. A betegségére való hivatkozással felesége és a nyugat-német hatóságok is kérték szabadon bocsátását, melyet azonban az olasz kormány visszautasított. 1977-ben felesége egy nagy bőröndben megszöktette a börtönből (Kappler ekkor már – betegsége miatt – csak 47 kilót nyomott), majd Nyugat-Németországba szöktette. Habár az olasz hatóságok követelték visszaszállítását az országba, a nyugat-német kormány ezt megtagadta, egészségügyi állapotára való tekintettel.
Herbert Kappler hat hónappal szökése után, Soltauban hunyt el, 70 évesen.

## Életéről szóló feldolgozások
- Megtorlás – játékfilm (1973)
- Bíbor és fekete – játékfilm (1983)
- Robert Katz: Halál a katakombában; ford. Tandori Dezső; Kossuth, Bp., 1974